# Нешвиц
Нешвиц или Њесвачидво (њем. Neschwitz, глсрп. Njeswačidło) општина је у њемачкој савезној држави Саксонија. Једно је од 63 општинска средишта округа Бауцен. Према процјени из 2010. у општини је живјело 2.503 становника. Посједује регионалну шифру (AGS) 14625360.

## Географски и демографски подаци
Нешвиц се налази у савезној држави Саксонија у округу Бауцен. Општина се налази на надморској висини од 149 метара. Површина општине износи 46,0 km². У самом мјесту је, према процјени из 2010. године, живјело 2.503 становника. Просјечна густина становништва износи 54 становника/km².